# GP Denain 2006
De 48e editie van de wielerwedstrijd GP Denain werd gehouden op 13 april 2006. De start en finish vonden plaats in Raismes en Denain in het Franse Noorderdepartement. De winnaar was de Fransman Jimmy Casper, gevolgd door Nico Mattan en Hans Dekkers. De wedstrijd maakte deel uit van UCI Europe Tour 2006 met een notering van 1.1.

## Uitslag
| GP Denain 2006 |                    |                                       |          |
| Plaats         | Naam               | Ploeg                                 | tijd     |
| Winnaar        | Jimmy Casper       | Cofidis                               | 4u28'42" |
| 2              | Nico Mattan        | Davitamon-Lotto                       | z.t.     |
| 3              | Hans Dekkers       | Agritubel                             | z.t.     |
| 4              | Erki Pütsep        | AG2R Prévoyance                       | +5"      |
| 5              | Lloyd Mondory      | AG2R Prévoyance                       | z.t.     |
| 6              | Carlo Scognamiglio | Milram                                | z.t.     |
| 7              | William Bonnet     | Crédit Agricole                       | z.t.     |
| 8              | Steven Caethoven   | Chocolade Jacques-Topsport Vlaanderen | z.t.     |
| 9              | Lilian Jégou       | Française des Jeux                    | z.t.     |
| 10             | Jean-Luc Delpech   | Bretagne-Jean Floc'h                  | z.t.     |

1959 · 1960 · 1961 · 1962 · 1963 · 1964 · 1965 · 1966 · 1967 · 1968 · 1969 · 1970 · 1971 · 1972 · 1973 · 1974 · 1975 · 1976 · 1977 · 1978 · 1979 · 1980 · 1981 · 1982 · 1983 · 1984 · 1985 · 1986 · 1987 · 1988 · 1989 · 1990 · 1991 · 1992 · 1993 · 1994 · 1995 · 1996 · 1997 · 1998 · 1999 · 2000 · 2001 · 2002 · 2003 · 2004 · 2005 · 2006 · 2007 · 2008 · 2009 · 2010 · 2011 · 2012 · 2013 · 2014 · 2015 · 2016 · 2017 · 2018 · 2019 · 2020 · 2021 · 2022 · 2023 · 2024 · 2025